# Metrobús (Panamá)
El Metrobús, también actualmente conocido como MiBus es el sistema de transporte urbano de buses que opera en los distritos de Panamá, San Miguelito y Colón. El sistema comenzó operaciones el 28 de diciembre de 2010, reemplazando el sistema de buses tipo "diablo rojo" (buses escolares de Estados Unidos modificados) que existió por varias décadas. Recorre las vías principales de la Ciudad de Panamá (Vía España, Vía Simón Bolívar (Transístmica), Avenida Ricardo J. Alfaro (Tumba Muerto), Avenida Balboa (Vía Israel) y Avenida Domingo Díaz), las principales autopistas de peaje (Corredor Norte y Corredor Sur), al igual que otras rutas transversales menores. Se espera que el servicio de transporte MiBus se implemente en el Distrito de Arraiján y el sector oeste del país, tras la finalización de la línea 3 del Metro de Panamá.
El sistema está a cargo de la empresa MiBus, inicialmente administrado por el consorcio colombo-panameño Transporte Masivo de Panamá hasta 2015, cuando el gobierno panameño compró y asumió las operaciones de la empresa (quedando bajo el cargo del Metro de Panamá), la cual contrató a la empresa estadounidense First Transit, subsidiaria de FirstGroup, en la parte administrativa; hasta diciembre de 2019, cuando pasó a ser totalmente panameño.

## Carrocería
Los buses han sido fabricados en Colombia y Brasil por la compañía Volvo, en donde la carrocería es ensamblada por la firma brasileña Marcopolo.
Actualmente, operan dos modelos principales de buses: Marcopolo Gran Viale y Marcopolo Torino.Hay planes para implementar una flota de buses eléctricos, a partir de 2025.La primera unidad eléctrica que entró en el sistema fue un bus de la empresa BYD en 2019. A mediados de 2023, llegaron 2 unidades a gas natural de la marca Hyundai, y se inició un plan piloto de 6 meses con distintas rutas de la red para evaluar la sostenibilidad.
Cada unidad cuenta con:
- 2 puertas (delantera y central)
- 2 extintores
- Botones de parada (8 en los "Gran Viale", 11 en los "Torino")
- 6 martillos en caso de emergencia o incendio
- Sistema contra incendio automático
- Aire acondicionado
- Letreros "LED" para el rutero en la parte superior frontal (fabricados por la empresa Mobitec).
- Asientos (35 en los "Gran Viale", 46 + 2 abatibles en los "Torino")
- Capacidad para 80 usuarios

## Tarjeta
La administración y plataforma del sistema de tarjetas está a cargo de la empresa chilena Sonda S.A.. Previo a la implementación de la tarjeta, la empresa explicó que el abordaje de los buses debe hacerse a través de una tarjeta inteligente, esta finalmente fue implementada a partir del 15 de febrero de 2012, se estima que unos 150 mil usuarios la adquirieron ese día.
El costo de la tarjeta es de dos balboas o dólares, las cuales se pueden recargar en diferentes puntos de la ciudad, principalmente en las zonas pagas, estaciones del Metro de Panamá y en la Terminal de Transporte de Albrook. También existe la recarga virtual, por medio de aplicaciones de banca en línea y otras aplicaciones como "Activa Recarga PTY" que funciona con tecnología de "NFC" en los celulares modernos con sensores, facilitando así la comodidad de los usuarios para recargar sus tarjetas donde sea que se encuentren.
Existen diversos diseños de tarjetas: 
- Las tarjetas clásicas con el logo antiguo de "Metro bus" (en diseños blanco y anaranjado).
- Las tarjetas de "Sistema Integrado de Transporte Público Urbano" que conectan la red de MiBus con las líneas del metro de Panamá (también existen los diseños para personas con discapacidad y para los jubilados/pensionados y personas de la tercera edad).
- Las tarjetas "Rapi>Pass", que junta los servicios que ofrece la Terminal de Transporte de Albrook, con la red de MiBus y las líneas del Metro de Panamá.

Las tarifas operan de la siguiente manera: B/.0.10 para los estudiantes, jubilados, pensionados y personas de la tercera edad, B/.0.25 para pasajeros regulares (estándar) y B/.0.75 en rutas de corredores y autopista.

## Sístema de codificación

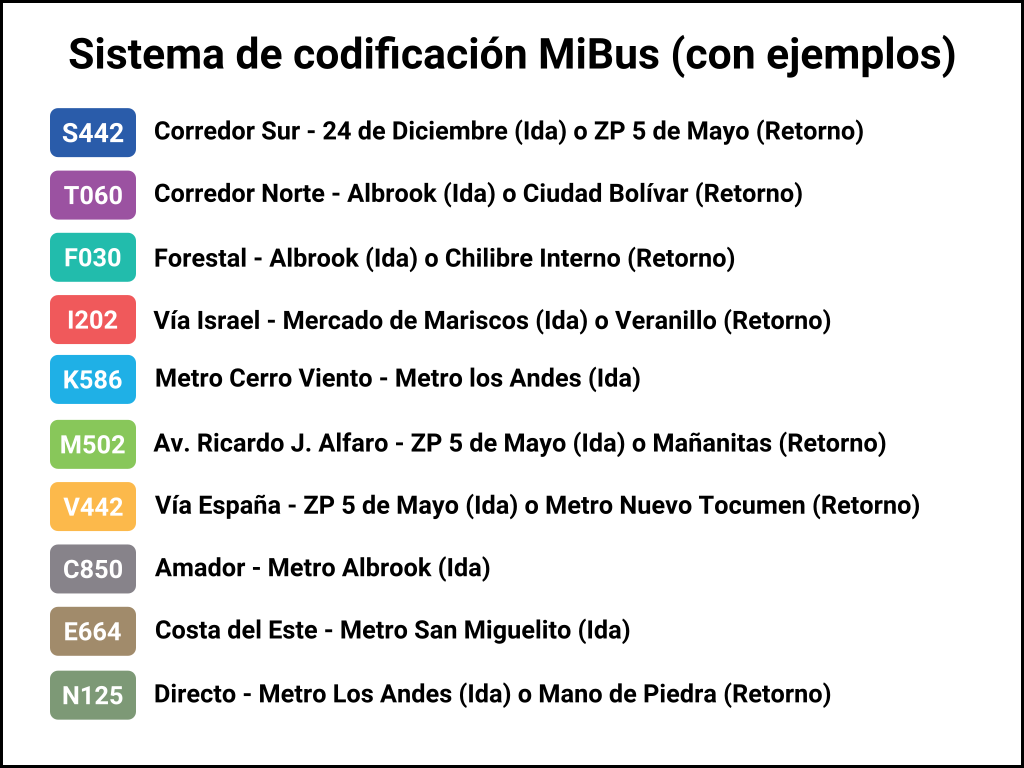
Ejemplos de rutas del sistema de codificación MiBus en Panamá.

En septiembre de 2018, se confirmó un sistema de codificación que facilitaría la identificación y movilidad de los usuarios. El sistema de codificación consiste en la incorporación de códigos alfanuméricos en los ruteros de los buses para facilitar la memorización e identificación de las rutas. El sistema actual contiene 3 tipos de rutas: "Corredores", "Troncales" y "Complementarias", estas se reparten de la siguiente manera:
| Eje vial                             | Código alfabético | Tipo de ruta   |
| ------------------------------------ | ----------------- | -------------- |
| Corredor Sur                         | S                 | Corredor       |
| Corredor Norte                       | T                 | Corredor       |
| Vía Panamá Norte                     | A                 | Troncal        |
| Forestal (Chilibre)                  | F                 | Troncal        |
| Vía Israel                           | I                 | Troncal        |
| Transístmica                         | K                 | Troncal        |
| Av. Ricardo J. Alfaro (Tumba Muerto) | M                 | Troncal        |
| Vía España                           | V                 | Troncal        |
| Ruta Centro                          | C                 | Complementaria |
| Ruta Este                            | E                 | Complementaria |
| Ruta Norte                           | N                 | Complementaria |

Observaciones:
- Las rutas complementarias operan de acuerdo a la región asignada. Ejemplo, los buses de las rutas complementarias del Este, operan exclusivamente para la zona este de la ciudad, en puntos como: Costa del Este (Panamá), estación Cerro Viento, 24 de Diciembre, entre otros.
- Dentro de las rutas complementarias, también existen rutas con destinos especiales, ejemplos: La ruta complementaria C800 que conecta a la estación de Albrook con el Parque Municipal Summit (solo opera durante los fines de semana), o la ruta complementaria E489, que conecta al Aeropuerto Internacional de Tocumen con la estación Metro Pedregal y viceversa.
- Las rutas pueden tener puntos de ida y/o retorno, es decir, que una ruta puede tener dirección en ambos sentidos o tener solamente una dirección de inicio y final (ruta circular). Por ejemplo, la ruta complementaria C850 que inicia en la parada de la estación Metro Albrook, hace su recorrido por Amador y finaliza en la parada anteriormente mencionada.
- Existen algunas rutas conocidas como "rutas internas" que son puntos de conexión con estaciones del Metro de Panamá o lugares de alta frecuencia pública, ejemplos: S542 (ZP 5 de Mayo-Corredor Sur-ZP Interna Pedregal); E458 (Interna Nuevo Tocumen-Metro 24 de Diciembre); N185 (Metro Los Andes-Interna).
- Como parte de las mejoras del plan operativo, el 9 de marzo de 2025, MiBus anunció que se implementaría una nueva ruta complementaria en el sistema (C903), que por primera vez permitiría la interconectividad entre 3 ejes troncales (Transístmica, Av. Ricardo J. Alfaro y Vía España), algo nunca antes visto en el sistema. Entró en operación oficialmente el lunes de 10 de marzo. [18]
- El 14 de abril de 2025, entró en operación la nueva ruta troncal (A096) que conecta a la parte norte de la ciudad con el este, que trajo también consigo la creación de un nuevo eje vial dentro del sistema de rutas. [19]